# 등각
불교에서 등각(等覺, 산스크리트어: saṃbodh, saṃbuddha, samyak-saṃbodhi,abhisaṃbodha, abhisaṃbudhya,영어: equal enlightenment, one who has attained equal enlightenment)은 다음의 세 가지 뜻으로 사용되고 있다.
1. 구경각
2. 구경각 직전의 계위
3. 구경각 두 단계 전의 계위

등각의 지위를 등각위(等覺位)라 하고, 《보살영락본업경》에서는 등각위를 무구지(無垢地)라 부르고 있다. 등각위 즉 무구지에 도달한 수행자를 등각대사(等覺大士) 또는 등각보살(等覺菩薩)이라 한다. 대사(大士)는 산스크리트어 마하사트바(mahāsattva)의 번역어로 마하살(摩訶薩) 또는 마하살타(摩訶薩埵)라고도 하며, 부처와 보살을 통칭하는 뜻으로 사용되기도 하고, 보살만을 가리키는 뜻으로 사용되기도 한다. 대사(大士)의 사(士)와  보살(菩薩) · 마하살(摩訶薩)의 살(薩)은 모두 산스크리트어 사트바(sattva)의 번역어로, 유정 또는 중생을 뜻한다.
첫째, 등각(等覺,
완전한 깨달음,
영어: equal enlightenment,
perfect enlightenment,
absolute universal enlightenment,
omniscience)은 부처의 10가지 다른 이름[十號] 가운데 하나이다. 또한, 성문 · 연각 · 보살의 모든 수행계위에서 최후의 단계인 부처의 깨달음 즉 구경각(究竟覺)을 말한다. 여기서의 '등(等)'은  한결같이 평등하다 또는 동등하다 또는 동일하다는 뜻으로, 모든 부처 또는 여래의 깨달음은 각자마다 서로 다른 것이 아니라 한결같이 평등하기 때문에 즉 모두 동등한 또는 동일한 깨달음이기 때문에 등각이라고 한다. 평등한 바른 깨달음이라는 뜻에서 등정각(等正覺) 또는 정득각(正等覺)이라고도 하며, 묘각(妙覺) · 아뇩다라삼먁삼보리(阿耨多羅三藐三菩提) · 불지(佛地) 또는 불지(佛智)와 동일한 지위 또는 계위이다.
둘째, 등각(等覺,
지극히 비슷한 깨달음,
거의 같은 깨달음,
거의 동등한 깨달음,
영어: equal enlightenment,
virtual enlightenment)은 52위 등의 보살 수행계위 즉 대승불교의 수행자 또는 보살승의 수행자의 수행계위에서 최후의 단계인 부처의 깨달음 즉 구경각 직전의 단계를 말한다. 여기서의 '등(等)'은  지극히 비슷하다 또는 거의 같다는 뜻으로, 구경각 즉 묘각과는 1등급의 차이가 있지만 그 깨달음 즉 지혜[覺]가 온갖 공덕이 원만한 부처의 지혜[覺]와 지극히 비슷하다 또는 거의 같다는 뜻에서 등각이라고 한다. 등정각(等正覺)이라는 낱말은 구경각을 뜻하는 경우에도 사용되지만 이 경우에도 사용되는데, 이 경우에서는 지극히 비슷한 바른 깨달음을 뜻한다. 금강심(金剛心) · 유상사(有上士) · 인극(鄰極) 또는 일생보처(一生補處)라고도 한다.
셋째, 조선시대에 편찬된 불교대장경인 《월인석보》 제2권에서 설하고 있는 58위의 보살 수행계위에서는 등각(等覺)이 구경각 직전은 아니지만 금강혜(金剛慧)와 묘각(구경각) 이전의 계위인 아주 높은 계위로서 사용되고 있다. 즉, 구경각의 2단계 전의 계위로 보고 있다.

## 구경각으로서의 등각
구경각으로서의 등각(等覺)은 다음 분류, 그룹 또는 체계의 한 요소이다.
- 대승불교의 경전인 《화엄경》에서 설하고 있는 보살 수행계위인 10주 · 10행 · 10회향 · 10지 · 불지(佛地)의 41위 가운데 불지를 말한다. 《60화엄》에서는 불지(佛地)라는 낱말과 등각이라는 낱말을 구경각의 뜻으로 함께 사용하고 있다.[15][16] 《80화엄》과 《40화엄》에서도 구경각의 뜻으로 불지(佛地)라는 낱말을 사용하고 있다.[17] 하지만 《60화엄》과는 달리 구경각의 뜻으로 등각이라는 낱말 대신 정등각(正等覺)이라는 낱말을 사용하고 있다.[18] 언제나 구경각을 뜻하는 묘각(妙覺)이라는 낱말은 《60화엄》에서는 사용되고 있지 않으며,[19] 《80화엄》과 《40화엄》에서는 각각에서 단 2회 사용되고 있다.[20]
- 대승불교의 화엄종의 법장이 《화엄경탐현기》에서 세운 보살 수행계위인 10신 · 10해(十解) · 10행 · 10회향 · 10지 · 불지(佛地)의 51위 가운데 불지를 말한다.

## 구경각 직전의 계위로서의 등각
구경각 직전의 단계로서의 등각(等覺)은 다음 분류, 그룹 또는 체계의 한 요소이다.
- 대승불교에서 널리 받아들여지고 있는, 《보살영락본업경》에서 설하고 있는 보살 수행계위인 10신 · 10주 · 10행 · 10회향 · 10지 · 등각 · 묘각의 52위 가운데 등각을 말한다.
- 대승불교의 경전인 《인왕경》에서 설하고 있는 보살 수행계위인 10신 · 10주 · 10행 · 10회향 · 10지 · 묘각의 51위에서 등각은 10지 가운데 맨 마지막 계위인 제10지에 속한다.
- 대승불교의 경전인 《수능엄경》에서 설하고 있는 보살 수행계위인 간혜지(乾慧地) · 10신 · 10주 · 10행 · 10회향 · 4가행(四加行) · 10지 · 등각 · 묘각의 57위 가운데 등각을 말한다.
- 대승불교의 법상종의 규기가 세운 보살 수행계위인 10주 · 10행 · 10회향 · 10지 · 묘각의 41위에서 등각은 10지 가운데 맨 마지막 계위인 제10지에 속한다.
- 대승불교의 법상종의 원측이 세운 보살 수행계위인 10신 · 10주 · 10행 · 10회향 · 10지 · 등각 · 묘각의 52위 가운데 등각을 말한다.

### 금강심
구경각 직전의 단계로서의 등각(等覺)은 금강심(金剛心)이라고도 한다.
금강심(金剛心)은 금강, 즉 다이아몬드처럼 능히 모든 번뇌를 깨뜨릴 수 있다는 것을 말한다. 즉, 등각의 지위에 오른 보살은 이제 모든 역량이 갖추어졌기에 한걸음 더 나아가면 모든 번뇌를 끊고 부처의 지위에 오를 수 있다는 것을 뜻한다. 이 경우의 금강심은 부파불교와 대승불교의 여러 선정 가운데 하나인 금강유정(金剛喩定, 金剛喻定) 즉 금강삼매(金剛三昧)에 해당한다. 한편, 금강심을 다이아몬드처럼 단단하여 어떤 유혹이나 번뇌에도 흔들림이 없는 마음이라는 뜻으로 해석하기도 한다.

### 유상사
구경각 직전의 단계로서의 등각(等覺)은 유상사(有上士)라고도 한다.
유상사(有上士)는 상위의 계위가 없다는 뜻의 무상사(無上士)의 상대가 되는 말이다. 무상사는 부처 또는 묘각을 말하며, 상위의 계위가 있다는 뜻의 유상사는 그 직전의 단계로서의 등각을 말한다.

### 인극
구경각 직전의 단계로서의 등각(等覺)은 인극(鄰極)라고도 한다.
인극(鄰極)은 극과(極果) 즉 궁극의 과위(果位)인 묘각에 인접한 상태를 뜻한다. 고타마 붓다의 10대 제자 가운데 사리불(舍利弗)을 인극아성(鄰極亞聖)이라고도 부른다.

### 일생보처
구경각 직전의 단계로서의 등각(等覺)은 일생보처(一生補處)라고도 한다.
일생보처(一生補處, 산스크리트어: eka-jāti-pratibaddha)의 산스크리트어 문자 그대로의 뜻은 '한 번의 생(eka-jāti)'이 지나면 부처가 되기로 '정해져 있는(pratibaddha)' 보살 즉 대승불교의 수행자를 뜻한다. 한자어 보(補)는 모자란 것을 채우는 것을 말하며, 따라서 일생보처의 한자어 문자 그대로의 뜻은 '한 번의 생이 지나면 부처의 자리[處]를 완성시킴[補]' 또는 '한 번의 생이 지나면 부처의 지위를 완성시킬[補] 지위[處]'이다. 따라서, 일생보처는 다음 생에는 반드시 성불하는 보살을 뜻한다.
흔히, 미륵보살을 일생보처의 보살 또는 일생보처보살(一生補處菩薩)이라고 한다. 《미륵하생경(彌勒上生經)》등에 따르면 미륵보살은 이번 생에서 도솔천에서 수행 중인데 지금의 생을 마치면 인간계에 태어나 성불한 후 부처로서 인천(人天) 즉 인간과 천인 모두에게 가르침을 펼치게 되는 것이 이미 정해져 있는데, 이런 뜻에서 미륵보살을 일생보처의 보살이라고 한다.
그런데 《석보상절》 제6권에서는 일생(一生)을 '한 번의 생'으로 해석하는 이러한 일반적인 해석과는 달리 일생(一生)을 '한 번 다른 지위로 옮아감'으로 해석하고 있다. 즉 일생보처를 '한 번 다른 지위로 옮아간 후에[一生] 부처의 자리[處]를 완성시킴[補]' 또는 '한 번 다른 지위로 옮아간 후에[一生] 부처의 지위를 완성시킬[補] 지위[處]'로 해석하고 있다. 즉, 등각을 바로 다음의 지위인 금강혜(金剛慧)를 성취한 후 그 다음에야 비로소 묘각을 증득하게 되는 지위라고 해석하고 있다. 이러한 뜻에서 등각과 일생보처(一生補處)가 동의어라고 말하고 있으며, 이러한 뜻에서 미륵보살을 일생보처보살(一生補處菩薩)이라 한다고 해설하고 있다.
넷째 하늘이야말로 늘 일생보처보살(一生補處菩薩)이 거기에 와 나시어<일생(一生)은 한 번 난다는 뜻이니, 한 번 다른 지위(地位)에 난 뒤면 묘각(妙覺) 지위에 오른다는 말이니, 이것은 등각의 지위[等覺 位]를 말하는 것이다. 등각에서 금강간혜(金剛乾慧)에 한 번 나면 뒤에 묘각(妙覺)에 오르는 것이니, 난다고 하는 말은 살아난다[태어난다]고 하는 말이 아니라, 다른 지위(地位)에 옮아간다고 하는 뜻이니라.> 법의 가르침[法訓]이 그치지 아니하느니라.— 《석보상절》 제6권, 36장 앞쪽

## 월인석보의 등각
등각(等覺)은 조선시대에 편찬된 불교대장경인 《월인석보》 제2권에서 설하고 있는 보살 수행계위인 간혜지(乾慧地) · 10신 · 10주 · 10행 · 10회향 · 4가행(四加行) · 10지 · 등각 · 금강혜(金剛慧) · 묘각의 58위 가운데 등각을 말한다.
《월인석보》 제2권과 《석보상절》 제6권 에서는 등각에 대해 다음과 같이 설명하고 있다.
10지(十地)는 부처가 되시는 층이 열로 쳐서 일곱째 층이니, 가장 처음은 간혜지(乾慧地)이고, 둘째는 10신(十信)이고, 셋째는 10주(十住)이고, 넷째는 10행(十行)이고, 다섯째는 10회향(十廻向)이고, 여섯째는 4가행(四加行)이고, 일곱째는 10지(十地)이고, 여덟째는 등각(等覺)이고, 아홉째는 금강혜(金剛慧)이고, 열째는 묘각(妙覺)이다.

...

등각(等覺)은 같은 앎이라는 말이니, 10지보살(十地菩薩)이 세속(世俗)에 섞여 중생을 이롭게 하심은 여래와 같으시지만 오직 여래는 생사류(生死流)를 거슬러 나시어 중생과 같으시고, 보살은 열반류(涅槃流)를 따라 묘각(妙覺)에 드시니 이는 다른 것이다. 각(覺: 앎)의 가[즉, 극한]에 이미 다다르시어 각(覺: 앎)이 부처와 다르지 않으므로 등각(等覺)이라 한다.— 《월인석보》 제2권, 59장 뒤쪽～62장 앞쪽

넷째 하늘이야말로 늘 일생보처보살(一生補處菩薩)이 거기에 와 나시어<일생(一生)은 한번 난다는 뜻이니, 한번 다른 지위(地位)에 난 뒤면 묘각(妙覺) 지위에 오른다는 말이니, 이것은 등각의 지위[等覺 位]를 말하는 것이다. 등각에서 금강간혜(金剛乾慧)에 한번 나면 뒤에 묘각(妙覺)에 오르는 것이니, 난다고 하는 말은 살아난다[태어난다]고 하는 말이 아니라, 다른 지위(地位)에 옮아간다고 하는 뜻이니라.> 법의 가르침[法訓]이 그치지 아니하느니라.— 《석보상절》 제6권, 36장 앞쪽

## 참고 문헌
- 고려대장경연구소. 《고려대장경 전자 불교용어사전》. 고려대장경 지식베이스 / (사)장경도량 고려대장경연구소. |title=에 외부 링크가 있음 (도움말)
- 곽철환 (2003). 《시공 불교사전》. 시공사 / 네이버 지식백과. |title=에 외부 링크가 있음 (도움말)
- 법장 술, 노혜남 번역 (K.1513, T.1733). 《화엄경탐현기》. 한글대장경 검색시스템 - 전자불전연구소 / 동국역경원. K.1513(47-458), T.1733(35-107). |title=에 외부 링크가 있음 (도움말)
- 운허.  동국역경원 편집, 편집. 《불교 사전》. |title=에 외부 링크가 있음 (도움말)
- 축불념 한역, 노혜능 번역 (K.530, T.1485). 《보살영락본업경》. 한글대장경 검색시스템 - 전자불전연구소 / 동국역경원. K.530(14-374), T.1485(24-1010). |title=에 외부 링크가 있음 (도움말)
- 행담 (2008). 《『화엄경』「十地品」에 나타난 修行次第에 관하여》. 지도교수 해주.
- (중국어) 법장 술 (T.1733). 《화엄경탐현기(華嚴經探玄記)》. 대정신수대장경. T35, No. 1733, CBETA. |title=에 외부 링크가 있음 (도움말)
- (중국어) 佛門網. 《佛學辭典(불학사전)》. |title=에 외부 링크가 있음 (도움말)
- (중국어) 星雲. 《佛光大辭典(불광대사전)》 3판. |title=에 외부 링크가 있음 (도움말)
- (중국어) 축불념 한역 (T.1485). 《보살영락본업경(菩薩瓔珞本業經)》. 대정신수대장경. T24, No. 1485, CBETA. |title=에 외부 링크가 있음 (도움말)